# تپه شوؤش داغی
تپه شوؤش داغی مربوط به عصر آهن - سده‌های اولیه و میانه دوران‌های تاریخی پس از اسلام است و در شهرستان بیله‌سوار، بخش قشلاق دشت، دهستان قشلاق جنوبی، روستای تزه آباد واقع شده و این اثر در تاریخ ۱۲ شهریور ۱۳۸۶ با شمارهٔ ثبت ۱۹۳۸۷ به‌عنوان یکی از آثار ملی ایران به ثبت رسیده است.